# Cotis III del Bòsfor
Cotis III del Bòsfor (en grec antic Τιβέριος Ἰούλιος Κότυς Γ') va ser rei del Bòsfor Cimmeri protegit dels romans.
Va regnar de l'any 227 al 234. Va succeir al seu pare Rescuporis II, i el va succeir el seu germà Sauromates III que sembla que ja estava associat amb ell al tron anteriorment. Del seu regnat no es coneix pràcticament res.